# Daimler Motor-Lastwagen

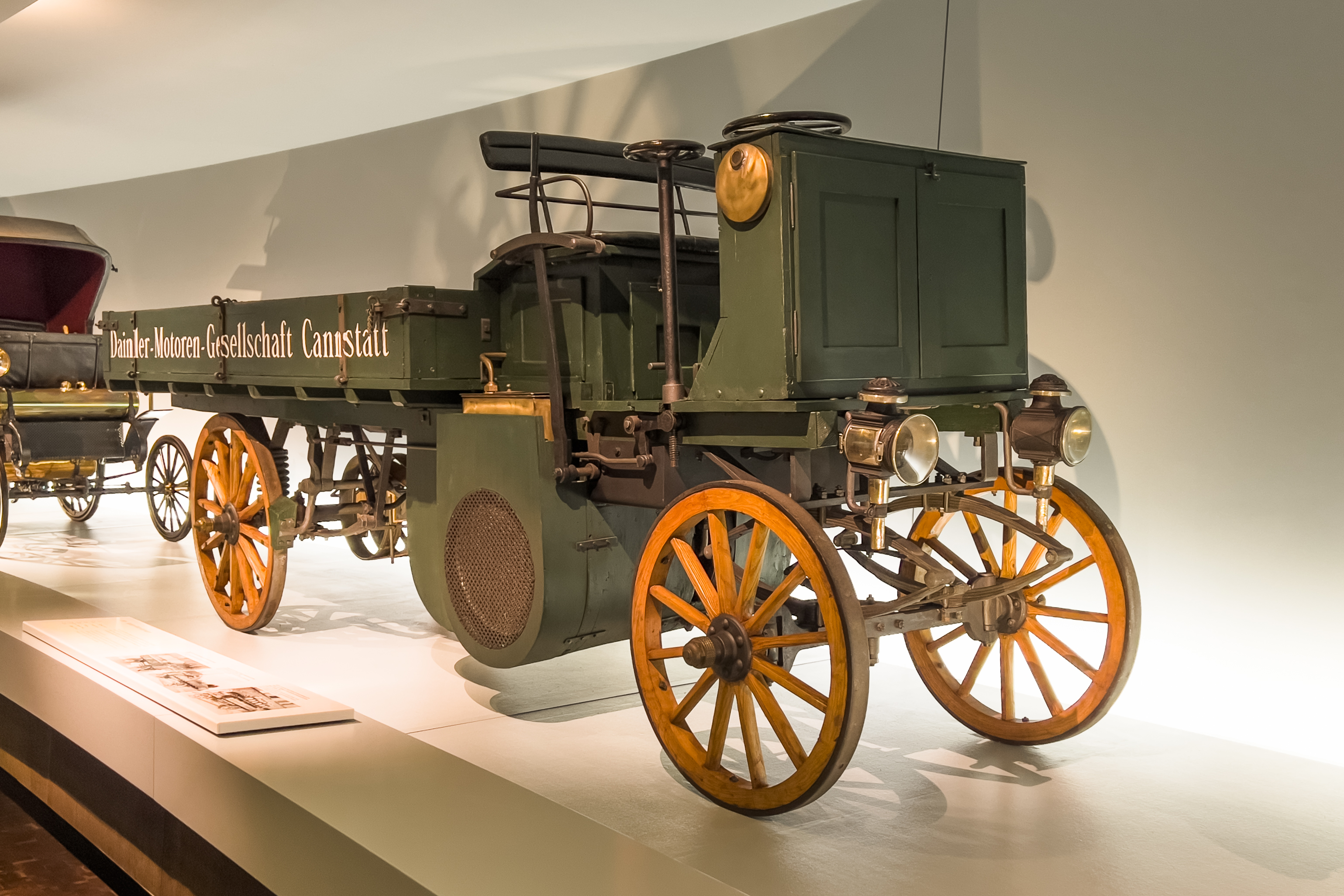
Widok z przodu pojazdu (wersja z 1898 roku)

Daimler Motor-Lastwagen – samochód ciężarowy produkowany przez niemieckie przedsiębiorstwo Daimler-Motoren-Gesellschaft (DMG), zaprezentowany w 1896 roku, pierwszy na świecie samochód ciężarowy napędzany silnikiem spalinowym.

## Historia
Samochód zaprojektowany został przez Gottlieba Daimlera i jego współpracownika Wilhelma Maybacha. Konstrukcyjnie zbliżony był do wozu konnego; kierowca zajmował podobną do woźnicy nieosłoniętą pozycję na koźle na samym przedzie pojazdu. W pierwotnej wersji samochód wyposażony był w 2-cylindrowy silnik rzędowy Phoenix o mocy 4 KM i pojemności 1,06 l, umieszczony z tyłu. Napędzana była tylna oś pojazdu, za pośrednictwem przekładni pasowej. Koła okute były żelaznymi obręczami. By zredukować niekorzystne dla silnika drgania podczas pokonywania nierówności, oś tylna amortyzowana była sprężynami śrubowymi. Przednia, sterowana oś pojazdu zawieszona była na resorach. Kierownica umieszczona była na pionowej kolumnie.
Konstrukcja pojazdu była stale udoskonalana. W 1898 roku podjęto produkcję samochodów wyposażonych w silnik o mocy 5,6 KM i pojemności 1,5 l, zamocowany pod siedziskiem kierowcy. Jeszcze w tym samym roku jego miejsce zajął silnik 2,2-litrowy o mocy 10 KM umieszczony na przedzie pojazdu. Prędkość maksymalna niezaładowanego samochodu w wersji z silnikiem 5,6 KM wynosiła 12 km/h. Ładowność wynosiła 1,25 t.
Produkcja samochodów odbywała się w zakładzie Daimlera w Cannstatt (obecnie część Stuttgartu), a od 1897 roku także w Marienfelde pod Berlinem (obecnie jego dzielnica). Od początku Daimler poszukiwał nabywców na rynkach zagranicznych, w tym Wielkiej Brytanii i Francji. Pierwszy egzemplarz samochodu zaprezentowany został 18 sierpnia 1896 roku, a jego nabywcą 1 października został British Motor Syndicate. Konkurencję dla niego stanowiły samochody ciężarowe z napędem parowym.
W 1899 roku Daimler zaprezentował serię pojazdów ciężarowych nowej generacji, o ładowności od 1,25 do 5 t, napędzanych 2- i 4-cylindrowymi silnikami o mocy od 4 do 12 KM.

## Zachowane egzemplarze
Do dziś zachował się egzemplarz pojazdu z 1898 roku, w wersji z silnikiem pod siedziskiem kierowcy, należący do zbiorów spółki Daimler Truck. Według przedsiębiorstwa jest to najstarszy zachowany samochód ciężarowy na świecie. Eksponowany jest w muzeum Mercedes-Benz Welt w Stuttgarcie. W kolekcji Daimler Truck znajduje się również replika samochodu w pierwotnej wersji z 1896 roku, zbudowana w 1990 roku.